# Зігмар Габрієль
Зіґмар Ґабрієль, або Зігмар Габрієль (нім. Sigmar Gabriel; нар. 12 вересня 1959, Гослар) — німецький політик і державний діяч, голова Соціал-демократичної партії Німеччини (2009—2017), міністр закордонних справ ФРН у 2017—2018 роках.
У 1999—2003 роках прем'єр-міністр федеральної землі Нижня Саксонія. З 2005 до 2009 року був федеральним міністром Захисту довкілля і ядерної безпеки. З 2005 до 2019 року — депутат німецького Бундестагу. З 2009 до 2017 року — голова однієї з двох найвпливовіших політичних партій Німеччини — СДП. Обіймав посаду віцеканцлера і міністра економіки та енергетики (2013—2018) в третьому уряді Анґели Меркель.
Із січня 2017 до лютого 2018 року — федеральний міністр закордонних справ Німеччини.
У німецькому політикумі вважається найбільш слухняним учнем та послідовником Ґергарда Шредера.

## Життєпис
Батько, Вальтер Ґабрієль, був все життя (до своєї смерті 2012 року в 91-річному віці) переконаним нацистом та заперечником Голокосту. Він був членом НСДАП, але під час війни не служив солдатом у Вермахту через захворювання на поліомієліт. Батьки Ґабрієля розлучилися, коли йому було три роки. Старша сестра Гудрун залишилася з матір'ю, а син Зіґмар у батька. Батько часом бив хлопчика. Через сім років матері вдалося через суд повернути сина собі
В 1967—1979 роках навчався в школі. Через асоціальну поведінку Ґабрієля вчителька пропонувала перевести його в «спеціальну» школу для дітей з розумовими та психічними вадами. В 1976 році вступив в Організацію соціалістичної молоді «Соколи» (нім. «Sie Falken»). У 1977 році 18-річним гімназистом вступив в СДП. Після закінчення в 1979 гімназії два роки служив у Бундесвері. У 1982—1987 роках вивчав соціологію, політику та германістику в Геттінгенському університеті, після чого склав державні екзамени на вчителя гімназії.

### Політична кар'єра
- 1987—1998 — депутат районних зборів (району Гослар) від СДП
- 1990—2005 — депутат ландтагу землі Нижня Саксонія
- 1991—1999 — бургомістр міста Гослар
- 1994—1997 — речник фракції СДП з питань внутрішньої політики Ландтагу
- Березень 1998 — грудень 1999 — голова фракції СДП Нижньо-Саксонського ландтагу
- 1999—2003 — голова кабінету міністрів землі Нижня Саксонія
- 2003—2005 — голова фракції СДП Нижньо-Саксонського ландтагу
- Жовтень 2005 — жовтень 2009 — федеральний міністр захисту навколишнього середовища і ядерної безпеки
- 2009 — 2017 — голова Соціал-демократичної партії Німеччини
- 2013 — 2017 — федеральний міністр економіки та енергетики в третьму уряді Анґели Меркель
- 2017 — 2018 — міністр закордонних справ Німеччини у четвертому уряді Анґели Меркель

## «Гнучкість» політичних принципів
Надзвичайна «лабільність» та гнучкість політичних поглядів Зіґмара Ґабрієля є предметом численних публікацій німецьких ЗМІ та глузувань публіцистів-сатириків. Так Ґабрієль, як один з лідерів політичної опозиції у 2005—2012 рр, виступав категорично проти експорту зброї з боку ФРН.
Ставши міністром економіки, що фактично відповідає за експорт зброї, у коаліційному уряді ХДС-СДПСДП він пишається підвищенням німецького експорту зброї, головним чином у «гарячі точки» Земної кулі.

## Заклик до бойкоту Євро-2012
На кінці квітня 2012 року Зіґмар Ґабрієль закликав німецьких політиків бойкотувати Чемпіонат Європи з футболу в Україні через поводження з експрем'єркою Юлією Тимошенко.
В інтерв'ю популярному німецькому тижневику «Bild am Sonntag» Ґабрієль заявив:
Politiker müssen aufpassen, dass sie nicht zu Claqueuren des Regimes werden. Denn sie sitzen in den Stadien möglicherweise neben Gefängnisdirektoren und Geheimpolizisten. Im Zweifelsfall sollte man da nicht hinfahren

(переклад) Політики мусять бути обережними, щоб не стати вболівальниками режиму. Вони, ймовірно, сидітимуть на стадіоні поруч з начальниками в'язниць і членами таємної поліції. Якщо є сумнів, то краще туди не їхати.

## Заклик до зняття санкцій з Росії
25 вересня 2015 року Ґабрієль запропонував покращити відносини з Росією — з огляду на важливу роль Москви у врегулюванні сирійського конфлікту.
…Будь-кому має бути зрозуміло, що не можна з одного боку підтримувати санкції протягом тривалого часу, а з другого — мати змогу прохати про співпрацю… <…> …ми змушені будемо змінити наше ставлення до Росії.
 На тлі цього він назвав початком «інших та кращих відносин» спорудження другої черги газопроводу «Північний потік». Завершити цей процес покращення відносин на думку Ґабрієля має скасування уведених проти Москви санкцій ЄС.
У відповідь на цю пропозицію Ґабрієля голова відомства канцлерки ФРН Петер Альтмаєр відповів, що Федеральний уряд Німеччини й надалі дотримуватиметься політики санкцій щодо Росії, які були запроваджені з боку ЄС у відповідь на анексію Москвою Криму та роль у конфлікті на Донбасі. Пропозицію Ґабрієля також піддала нищівній критиці лідерка «Зелених» у Бундестазі Марілуїзе Бек.

## Цікаві факти
Об'єкт глузувань, досить молодий політик, але з «не зовсім чоловічою фігурою» і занадто для свого віку товстий Ґабрієль, наприкінці 2017 року зробив собі хірургічну операцію по скороченню шлунку. Після цього помітно зменшився у вазі.